# Motherlode (musikgrupp)
Motherlode var ett band från Örebro som spelade hårdrock och melodisk metal. Bandet bildades 1982 av medlemmar i lokala banden Lizard och Proximity. Våren 1984 öppnade Motherlode och ett annat lokalt band för Europe när deras Wings of Tomorrow-turné nådde Örebro. 
Motherlode släppte två album och två singlar och spelade också in ett antal demos. De bidrog med coverlåtar till två tributealbum i början av 2000-talet. På debutalbumet The Sanctuary, som producerades av Kit Woolven, medverkade Mark Stanway från brittiska Magnum, och Motherlode var senare samma år (1986) förband på en av Magnums Europa-turnéer. Motherlode har även uppträtt på Karlskogafestivalen 1988 tillsammans med Alien och Pretty Maids, Hultsfredsfestivalen samma år och Metallsvenskan 2011.
Bandet deltog 1985 i Swedish Metal Aid, i låten Give a Helping Hand, som sålde guld. Bandet deltog även i tv-programmet Nöjesmassakern hösten 1985, där låten framfördes.
Motherlode var även med i svenska musikprogrammet Listan 1987, som bubblare. Låten Wise Man framfördes med Per Englund som ny sångare, efter att Sonny Larsson lämnat gruppen 1987.
På debutalbumet hade Motherlode uttalat kristna texter som exempelvis låtarna "He's Coming Back" och "Father of Lies". Efter bytet av sångare 1987 skrevs och framfördes nya låtar med annan inriktning och titlar som "Gimme Bad Girls", "Get High on Rock'n Roll" och "Shock of Love". 
1999 gjorde Motherlode sin första återföreningsspelning efter en paus på närmare tio år, och 2010 kom andra albumet "Tomorrow Never Comes". 
Motherlode upphörde som band 2014. Nilsson, Rundström och tidigare trummisen Hedberg bildade därefter bandet Stoneface med nye sångaren Andreas Novak. 

## Medlemmar
Senaste medlemmar
- Sonny Larsson – sång (1982–1987, 2001–2014)
- Tom Nilsson – gitarr, körsång (1982–2014) Avled 3 april 2020
- Johan Evertsson – basgitarr, körsång (2001–2014)
- Pär Hjulström – trummor, körsång (1996–2014)
- Fredrik Beckmann – keyboard, körsång (2003–2014)

Tidigare medlemmar
- Per Englund – sång (1987–1989) [7]
- Conny Lind – sång (1994) endast en demo
- Peter Rundström – basgitarr, körsång (1984–2000)
- Bengt Eriksson – trummor (1982–1984)
- Martin Hedberg – trummor (1985–1996)[8]
- Patrik Nordlander – trummor (??)
- Rickard Nilsson – keyboard (??)
- Johan Chasseur/Lindström – keyboard (1983–1985, 1986–1988)

## Diskografi[9][10]
- Swedish Metal (1984, samlingsalbum): "Moving Emotion" och "Father of Lies"
- The Sanctuary (1986)[11]
- "Eagle One" demo (1986-87)
- Demo (1988)
- Demo (1994)[12]
- A Tribute to Grand Funk Railroad (2000, tribute album): "People Let's Stop The War"
- The Spirit Of The Black Rose - A Tribute To Philip Parris Lynott (2001, tribute album): "Killer Without a Cause"
- The Encyclopedia Of Swedish Hard Rock And Heavy Metal, Volume II (2002, samlingsalbum): "Rabiatha"
- Tomorrow Never Comes (2010)